# سیارک ۸۵۱۱۹
سیارک ۸۵۱۱۹ (به انگلیسی: 85119 Hannieschaft، نامگذاری:1972RD) هشتاد و پنج هزار و صد و نوزدهمین سیارک کشف شده‌است که در ۱۵ سپتامبر ۱۹۷۲ کشف شد.